# Hommel (cráter)
Hommel es un cráter de impacto ubicado en la sección sureste de la Luna, en una región que está profundamente marcada con multitud de cráteres de impacto. Los cráteres más notables cercanos son Pitiscus al norte; Rosenberger hacia el este; y Nearch al sureste.
El prominente cráter Vlacq está casi unido al borde noreste. También está cerca de Asclepi al oeste. Hommel tiene unos 120 kilómetros de diámetro y sus paredes alcanzan alturas de 2.800 metros. Es del período Período Pre-Nectárico, hace entre 4550 y 3920 millones de años.
|  |

La pared exterior erosionada de Hommel está superpuesta por numerosos cráteres más pequeños pero todavía de tamaño considerable, presentando numerosas incisiones. Hommel C se superpone al borde occidental y Hommel A al sector norte. Incrustados en el borde aparecen Hommel H al noroeste, Hommel B en el este, y Hommel P en la pared sur. Estos cráteres son a su vez superpuestos por cráteres más pequeños. El cráter Hommel D se halla en la parte sur del suelo interior, produciendo una incisión en el borde sur. En el punto medio del cráter aparece un pico central bajo.
El cráter debe su nombre al matemático y astrónomo alemán del siglo XVI Johann Hommel.

## Cráteres satélite
Por convención estos elementos se identifican en los mapas lunares colocando la letra al lado del punto medio del cráter que está más cerca de Hommel.
|        | \| Hommel \| Coordenadas \| Diámetro \| \| ------ \| ----------------------------- \| -------- \| \| A \| 53°42′S 34°18′E / -53.7, 34.3 \| 51 km \| \| B \| 55°18′S 37°00′E / -55.3, 37.0 \| 33 km \| \| C \| 54°48′S 29°36′E / -54.8, 29.6 \| 53 km \| \| D \| 55°48′S 32°30′E / -55.8, 32.5 \| 28 km \| \| E \| 59°00′S 31°00′E / -59.0, 31.0 \| 14 km \| \| F \| 58°24′S 32°00′E / -58.4, 32.0 \| 21 km \| \| G \| 58°06′S 27°24′E / -58.1, 27.4 \| 30 km \| \| H \| 52°36′S 30°54′E / -52.6, 30.9 \| 43 km \| \| HA \| 52°00′S 30°30′E / -52.0, 30.5 \| 8 km \| \| J \| 53°30′S 27°54′E / -53.5, 27.9 \| 18 km \| \| K \| 55°30′S 27°00′E / -55.5, 27.0 \| 16 km \| \| L \| 56°06′S 27°54′E / -56.1, 27.9 \| 18 km \| \| M \| 59°48′S 27°30′E / -59.8, 27.5 \| 7 km \| \| N \| 59°18′S 28°48′E / -59.3, 28.8 \| 14 km \| \| O \| 58°30′S 28°12′E / -58.5, 28.2 \| 6 km \| \| P \| 56°54′S 31°42′E / -56.9, 31.7 \| 34 km \| \| Q \| 56°06′S 38°24′E / -56.1, 38.4 \| 29 km \| \| R \| 52°36′S 32°36′E / -52.6, 32.6 \| 11 km \| \| S \| 56°36′S 36°12′E / -56.6, 36.2 \| 22 km \| \| T \| 57°36′S 26°18′E / -57.6, 26.3 \| 22 km \| \| V \| 53°30′S 33°30′E / -53.5, 33.5 \| 13 km \| \| X \| 60°54′S 32°12′E / -60.9, 32.2 \| 6 km \| \| Y \| 60°24′S 30°48′E / -60.4, 30.8 \| 4 km \| \| Z \| 59°48′S 30°24′E / -59.8, 30.4 \| 4 km \| |          |
| Hommel | Coordenadas | Diámetro |
| A      | 53°42′S 34°18′E / -53.7, 34.3 | 51 km    |
| B      | 55°18′S 37°00′E / -55.3, 37.0 | 33 km    |
| C      | 54°48′S 29°36′E / -54.8, 29.6 | 53 km    |
| D      | 55°48′S 32°30′E / -55.8, 32.5 | 28 km    |
| E      | 59°00′S 31°00′E / -59.0, 31.0 | 14 km    |
| F      | 58°24′S 32°00′E / -58.4, 32.0 | 21 km    |
| G      | 58°06′S 27°24′E / -58.1, 27.4 | 30 km    |
| H      | 52°36′S 30°54′E / -52.6, 30.9 | 43 km    |
| HA     | 52°00′S 30°30′E / -52.0, 30.5 | 8 km     |
| J      | 53°30′S 27°54′E / -53.5, 27.9 | 18 km    |
| K      | 55°30′S 27°00′E / -55.5, 27.0 | 16 km    |
| L      | 56°06′S 27°54′E / -56.1, 27.9 | 18 km    |
| M      | 59°48′S 27°30′E / -59.8, 27.5 | 7 km     |
| N      | 59°18′S 28°48′E / -59.3, 28.8 | 14 km    |
| O      | 58°30′S 28°12′E / -58.5, 28.2 | 6 km     |
| P      | 56°54′S 31°42′E / -56.9, 31.7 | 34 km    |
| Q      | 56°06′S 38°24′E / -56.1, 38.4 | 29 km    |
| R      | 52°36′S 32°36′E / -52.6, 32.6 | 11 km    |
| S      | 56°36′S 36°12′E / -56.6, 36.2 | 22 km    |
| T      | 57°36′S 26°18′E / -57.6, 26.3 | 22 km    |
| V      | 53°30′S 33°30′E / -53.5, 33.5 | 13 km    |
| X      | 60°54′S 32°12′E / -60.9, 32.2 | 6 km     |
| Y      | 60°24′S 30°48′E / -60.4, 30.8 | 4 km     |
| Z      | 59°48′S 30°24′E / -59.8, 30.4 | 4 km     |